# The Revolution (station de radio)
Pour les articles homonymes, voir The Revolution.
The Revolution est une station de radio indépendante diffusant à Oldham, Rochdale et Tameside dans le Grand Manchester, en Angleterre.